# Sachsen-Hildburghausen
Sachsen-Hildburghausen var et ernestinsk hertugdømme og en stat, først i Det tysk-romerske Rige og senere i Det tyske forbund. Hertugdømmet lå i det nuværende Thüringen. Sachsen-Hildburghausen eksisterede i 1680–1826.
Ved et mageskifte i 1826 blev Sachsen-Hildburghausen delt mellem Sachsen-Meiningen og Sachsen-Coburg-Gotha. 
Som kompensation blev hertug Frederik (1763–1834) hertug af Sachsen-Altenburg. 

## Hertuger
- Ernst af Sachsen-Hildburghausen, hertug 1680–1715,  gift 1680 i Arolsen med Sophia Henriette af Waldeck (1662–1702), en datter af feltmarskal Georg Frederik af Waldeck-Eisenberg.

- Ernst Frederik 1. af Sachsen-Hildburghausen, hertug 1715–1724, gift 1704 med Sophia Albertine af Erbach-Erbach (1683–1742). Sophia var regentinde i  1724–1728.

- Ernst Frederik 2. af Sachsen-Hildburghausen, hertug 1724–1745, gift 1704 på Fürstenau Slot ved Mümling og Michelstadt med Caroline af Erbach-Fürstenau (1700–1758). Caroline var regentinde i  1745–1748.

- Ernst Frederik 3. af Sachsen-Hildburghausen, hertug 1745–1780, gift 1749 på Hirschholm Slot med Louise af Danmark (1726–1756). Hun var søster til Frederik 5. og datter af Christian 6.. Derefter gift på Christiansborg Slot med Christiane Sophie Charlotte Sophie (1733-1757), der var brordatter af Sophie Magdalene af Danmark-Norge og datter af markgreve Frederik Christian af Brandenburg-Bayreuth. Ernst Frederik var kommandant (titulær guvernør) over København i 1758–1763.

- Frederik af Sachsen-Altenburg, hertug af Sachsen-Hildburghausen i 1780–1826 og af Sachsen-Altenburg  i 1826–1834. Hertug Frederik var gift med Charlotte av Mecklenburg-Strelitz, datter af Karl 2. af Mecklenburg-Strelitz.

## Medlemmer af hertugslægten
- Prins Ludvig Frederik af Sachsen-Hildburghausen (1710–1759), gift 1749 med Christiane Luise af Plön (1713–1778), en datter af hertugen af Nordborg, (Søbygård på Ærø) og Plön (Joachim Frederik af Slesvig-Holsten-Sønderborg-Plön).

- Charlotte af Sachsen-Hildburghausen (1787–1847), gift med naturforskeren, prins Paul af Württemberg (1785–1852), farmor til kong Wilhelm 2. af Württemberg. Prinsesse Charlotte blev også mor til Pauline af Württemberg (1810-1856, der blev hertug Vilhelm 1. af Nassaus anden gemalinde.

- Therese af Sachsen-Hildburghausen (1792–1854), dronning af Bayern (1825–1848), gift med kong Ludvig 1. af Bayern.

- Luise af Sachsen-Hildburghausen (1794–1825), der blev prins (senere hertug) Vilhelm 1. af Nassaus første gemalinde.

- Wikimedia Commons har flere filer relateret til Sachsen-Hildburghausen